# São João Football Club
São João Football Club, mais conhecido como São João do Forte, foi uma agremiação esportiva da cidade de Vitória, Espírito Santo.

## História
O clube foi fundado no dia 16 de abril de 1931 e disputou o Campeonato Capixaba quatro vezes, entre 1932 e 1935. Também disputou o Torneio Início, porém não chegou as finais. O clube era de cunho militar e se localizava no Forte de São João, razão essa que fez o time ser conhecido como São João do Forte .
Em 1931 o clube disputa a final da Taça Severiano Costa, um torneio estadual da época, contra o Viminas. Após quatro empates o torneio terminou empatado sem campeão nem vice..